# سر التجسد

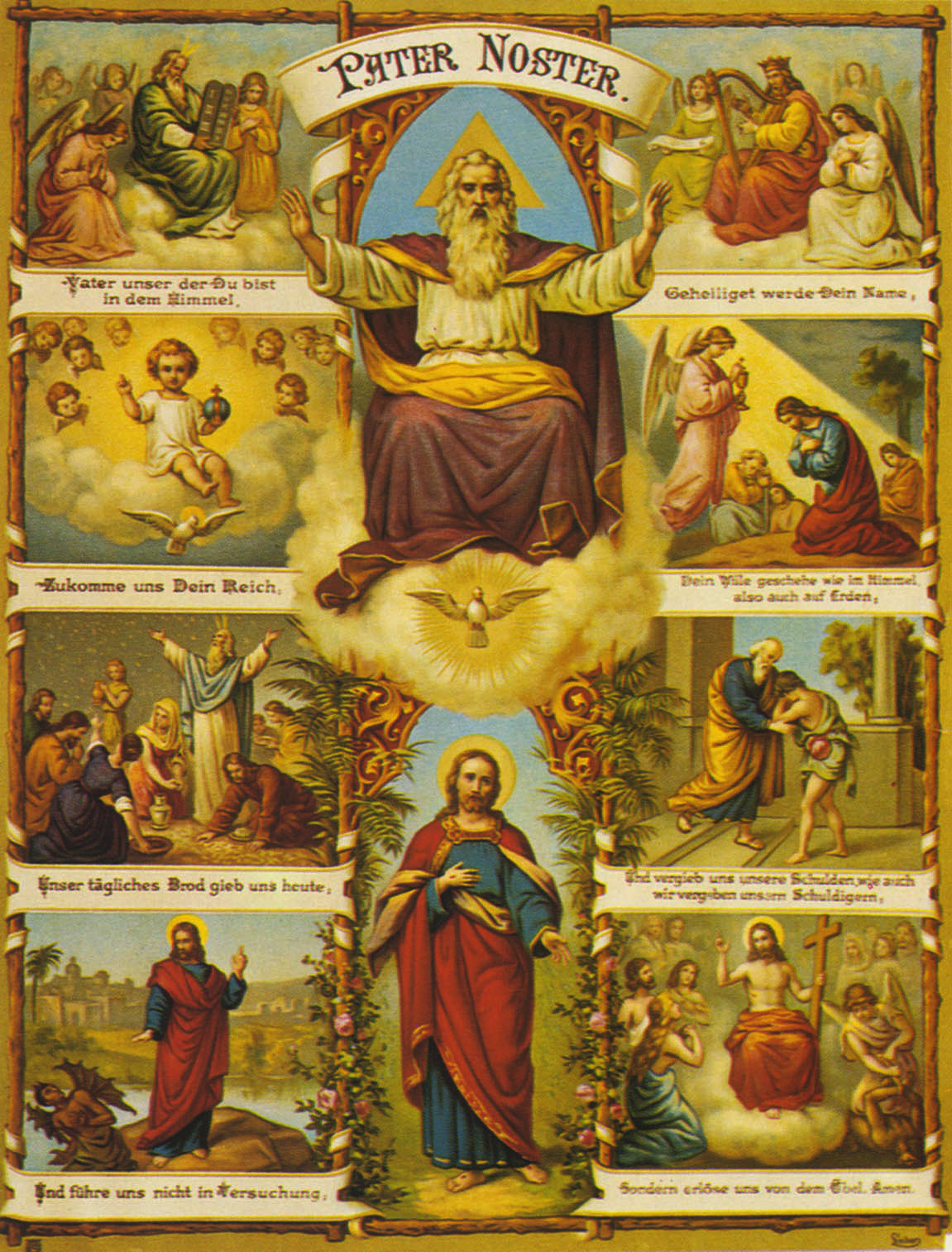

التجسد ويدعى أيضًا سر التجسد أحد المعتقدات المسيحيّة، بالوجود السابق للمسيح. السبب الرئيسي للاعتقاد، هو ما ورد في فاتحة إنجيل يوحنا: في البدء كان الكلمة، والكلمة كان عند الله.يوحنا 1/1] ويتابع بأن الكلمة قد صار جسدًا، وحلّ بيننا.يوحنا 1/14] ورغم الاختلاف في تفسير السابق، مع تطبيقه على الفلسفة الفيلونيّة، إلا أن المسيحيّة ذهبت إلى إطلاق لقب «الكلمة المتأنس» في إشارة إلى أن الكلمة قد تدرعت جسدًا فغدت يسوع، وبالتالي فهو «ألقي» إلى مريم، ومنها «تأنس»، وطبيعة «الكلمة» المُلقاة لم تختلط بالطبيعة البشرية ورغم ذلك، لم تنفصل عنها. ويقول القديس أوغسطينوس وهو أحد آباء الكنيسة، أنّ الكلمة المتجسد أخذ بداية ناسوته من مريم العذراء، لكن ليست هذه هي بداية الكلمة. فكلمة الله خالدة معه. أما سبب «التجسد» فهو محبة الله للبشرية. هناك مواضع أخرى تشير إلى وجود سابق للمسيح، مثل القول المنسوب له في إنجيل يوحنا أيضًا: «والآن مجدني أيها الآب، بالمجد الذي كان لي عندك، قبل إنشاء العالم».(يوحنا 17: 5) التجسد في تعليم الكنيسة الكاثوليكية، ناجم عن حبّ الله للإنسان، فالتجسد تمّ بدافع من قلب أب، فالله لمحب للبشر قد سعى في طلب الإنسان، هذا السعي يشبه بسعيه في مثل الخروف الضال في الإنجيل (لوقا 15: 1-7) وتتويجًا لهذا السعي أرسل الله كلمته الوحيدة للبشرية فتُعرفها تُعلمها بل وترفعها من مرتبة عبد إلى ابن بالتبني ووارث بالله حسب تعبير القديس بولس (غلاطية 4: 6-7). كذلك، فإن سرّ التجسد يعتبر انعطافًا هامًا في تاريخ البشرية، ويطلق عليه اسم «ملء الزمن» حسب القديس بولس (غلاطية 4: 4)، فمع مجيء المسيح الأول تبدأ «الأيام الأخيرة» (العبرانيين 1: 2) و«الساعة الأخيرة» (يوحنا الأولى 2: 18) لينتهي كل شيء بعد مجيء المسيح الثاني، والزمن الفاصل بينها هو زمن الكنيسة. كذلك، فإن مثل حبة الحنطة في الإنجيل (يوحنا 12/ 24) تشير بشكل عام إلى سر التجسد وعلاقته بمفهوم آخر وهو سر الفداء. فالمسيح، يمثل حبة البذرة التي وقعت على الأرض التي تمثل البشرية في سر التجسد، ثم دفن تحت الأرض في سر الفداء، ليظهر على شكرة شجرة بالقيامة تجمع في جذورها حبيبات التراب التي هي البشريّة، وتعمل على ارتقائها لما هو فوقها، وموحدًا إياها.
وضعت الخطوط العريضة لموضوع ابتداءً من العهد الرسولي وكتابات القديس بولس، وتطورت في مجمع نيقية عام 325 وكتابات آباء الكنيسة واللاهوتيين اللاحقة، ويعتبر اليوم جزءًا هامًا من قانون الإيمان، استنادًا إلى فهم أغلب الكنائس للعهد الجديد.
أبرز مناسبتين مسيحيتين ترتبطان بالتجسد، هما عيد البشارة الذي يقع في 25 مارس من كل عام، وهو تذكار ظهور جبرائيل لمريم وحملها، وعيد الميلاد الذي يقع في 25 ديسمبر من كل عام، وهو تذكار «ميلاد المسيح بالجسد» وفق المعتقدات المسيحية؛ ويقام أيضًا احتفالات يوبيلية في ذكرى التجسد لاسيّما عن رأس كل قرن. ويذكر أن التقويم الميلادي يعتمد على «مجيء المسيح إلى العالم» أساسًا لحساب السنين، وهو بحسب تعليم البابا يوحنا بولس الثاني «أمر ذو مغزى، لأن هذا المجيء قد غدا محور التقويم الأكثر استعمالاً اليوم وفيه الدليل على ما كان لولادة يسوع الناصري من شأن لا يضاهى في تاريخ البشرية العام». لم يكن التفسير النيقاوي، هو التفسير الوحيد لموضوع الكلمة والوجود السابق، إذ فسّر مجازًا عند الأبيونين وشهود يهوه، بشكل أن الوجود السابق، هو وجود عقلي، وليس وجود حقيقي.